# Uniwersytet w Göteborgu
Uniwersytet w Göteborgu (szw. Göteborgs Universitet) – publiczna szkoła wyższa w Göteborgu w Szwecji, założona w 1891 roku.
Obecnie na ośmiu wydziałach kształci się około 24 tys. studentów (w tym doktoranci).
Wśród absolwentów lub wykładowców uniwersytetu są m.in.:
- Sture Allén, programista komputerowy, były członek Akademii Szwedzkiej
- Arvid Carlsson, laureat Nagrody Nobla z medycyny w roku 2000
- Ernst Cassirer, filozof
- Jan Eliasson, dyplomata szwedzki
- Balsam Karam, pisarka
- Bernhard Karlgren, sinolog
- Erik Lönnroth, historyk, członek Akademii Szwedzkiej
- Ference Marton, pedagog, twórca fenomenografii
- Erland Nordenskiöld, etnolog, badacz Indian w Ameryce Południowej